# 张胜温

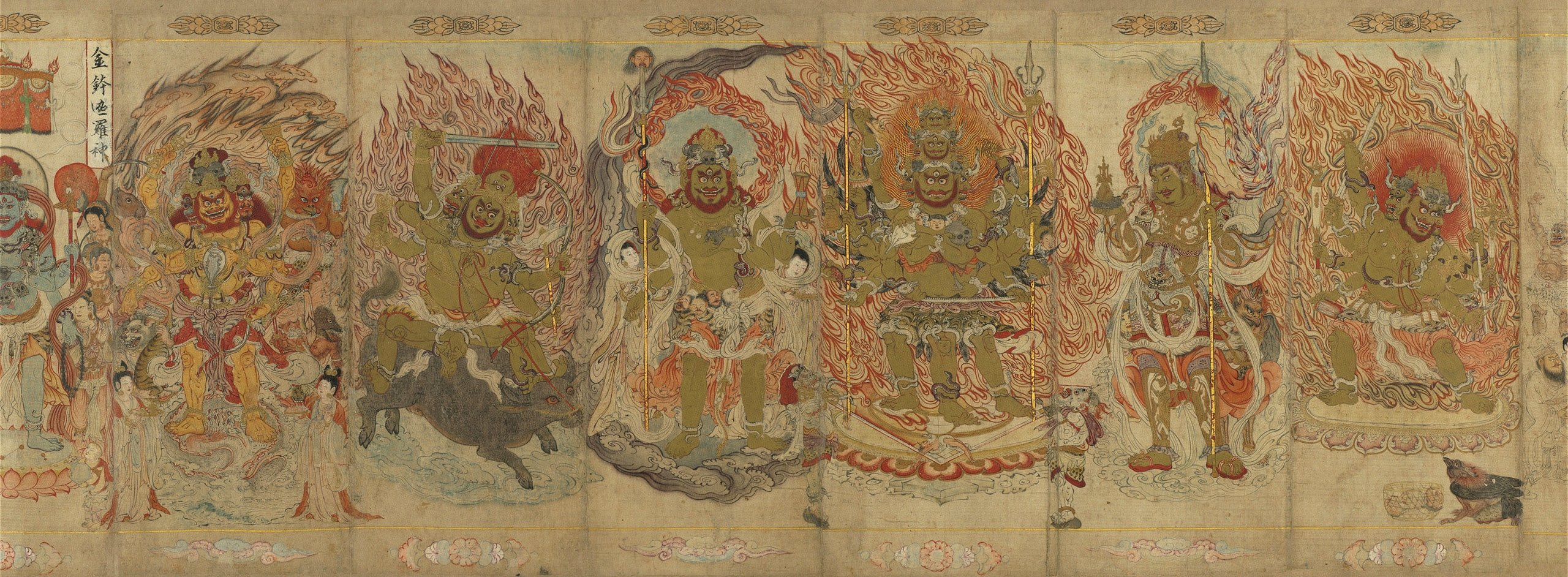
梵像(局部)

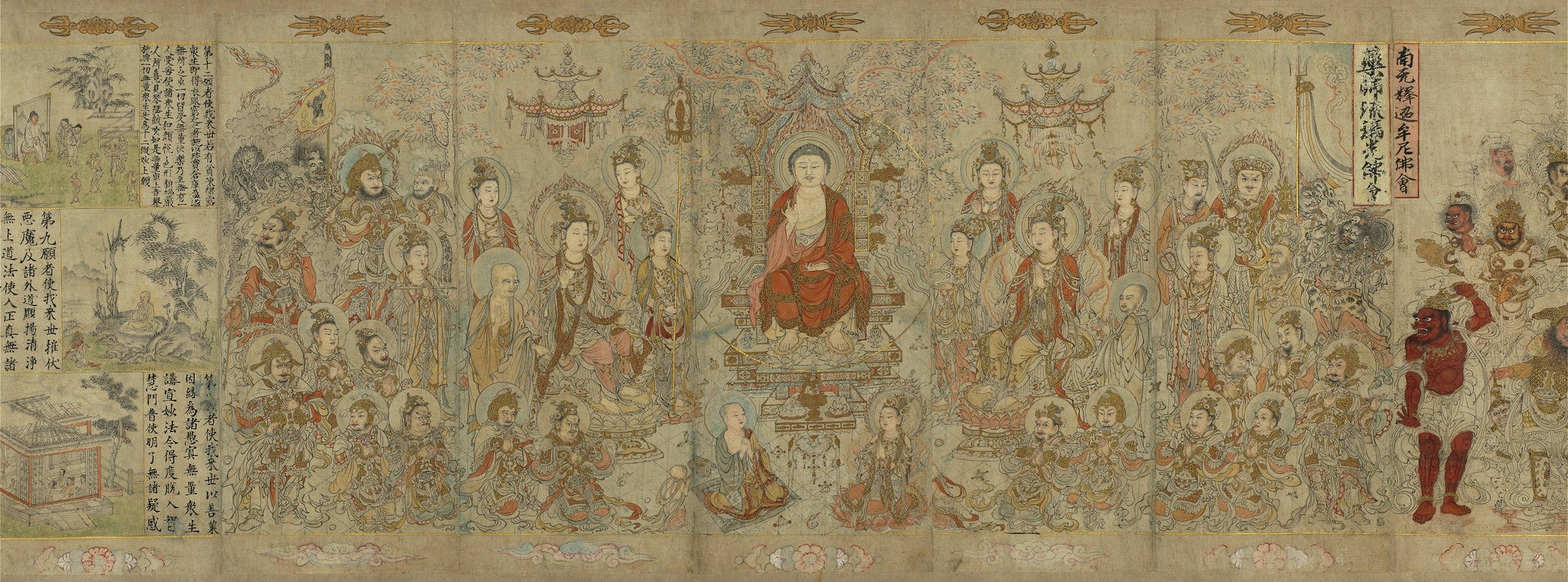
梵像(局部)

张胜温（？—12世纪），活跃于约1163年－1189年，是大理国的画家。
大理国段智兴盛德五年（1180年）张胜温绘梵画长卷，即《张胜温画卷》，被誉为南天瑰宝。他以精细生动的笔触、辉煌夺目的色彩、宏大的气魄描绘了大理国、佛教、各种当地传说以及社会生活、习俗等。展现了作者高超的画技，渊博的学识。画卷为素笺本彩色施金画。全长约十丈，共一百三十四开，有像六百二十八个。按内容大致分为三段,前段绘大理国（后理国）第十八世皇帝段兴智，龙冠蟒服，男女扈从，手执如意、斧钺、灯、金旌幡等。中段绘佛、菩萨、梵天、应真八部释众。后段绘天竺十六国王。全画以中段“南天释迦牟尼佛会”和“药师琉璃光佛会”为主题，画卷原为一轴，后流入江南。明英宗正统年间，因洪水被渍，改装成册帙，后又恢复为卷轴。清代藏于宫廷，乾隆帝为其题跋：“卷中诸像，相好庄严，傅色涂金，并极精采。”

## 画作
张胜温以《大理國梵像卷》闻名。此画宽30.4厘米，长16.655米，现藏于臺北國立故宮博物院。